# Anna Lesko
Anna Lesko (Chișinău, 10 gennaio 1979) è una cantante moldava con cittadinanza rumena di origini russo-ucraine.

## Biografia
Inseparabili (2006), secondo album in studio dell'artista, ha ricevuto la certificazione d'oro dalla Uniunea Producătorilor de Fonograme din România. Anche Ispita (2006) ha finito per ottenere la medesima certificazione. Quest'ultimo LP contiene Anicyka Maya, candidata per un MTV Romania Music Award.

## Discografia

### Album in studio
- 2002 – Flăcări
- 2003 – Inseparabili
- 2004 – Pentru tine
- 2006 – Ispita
- 2010 – Jocul seducţiei

### EP
- 2007 – 24

### Singoli
- 2011 – Get It
- 2011 – Wake Up
- 2015 – Down Down (Habibi) (feat. Vova)
- 2016 – Aruncă-mă (feat. Matteo)
- 2016 – Jumătate
- 2016 – Incălzește-mi buzele
- 2017 – Sol en la playa
- 2020 – Eu cu tine, tu cu mine (con Bogdan Mocanu)
- 2022 – Guleala (con Gim)
- 2024 – Sărutul tău (con Babasha)